# Jan Donner

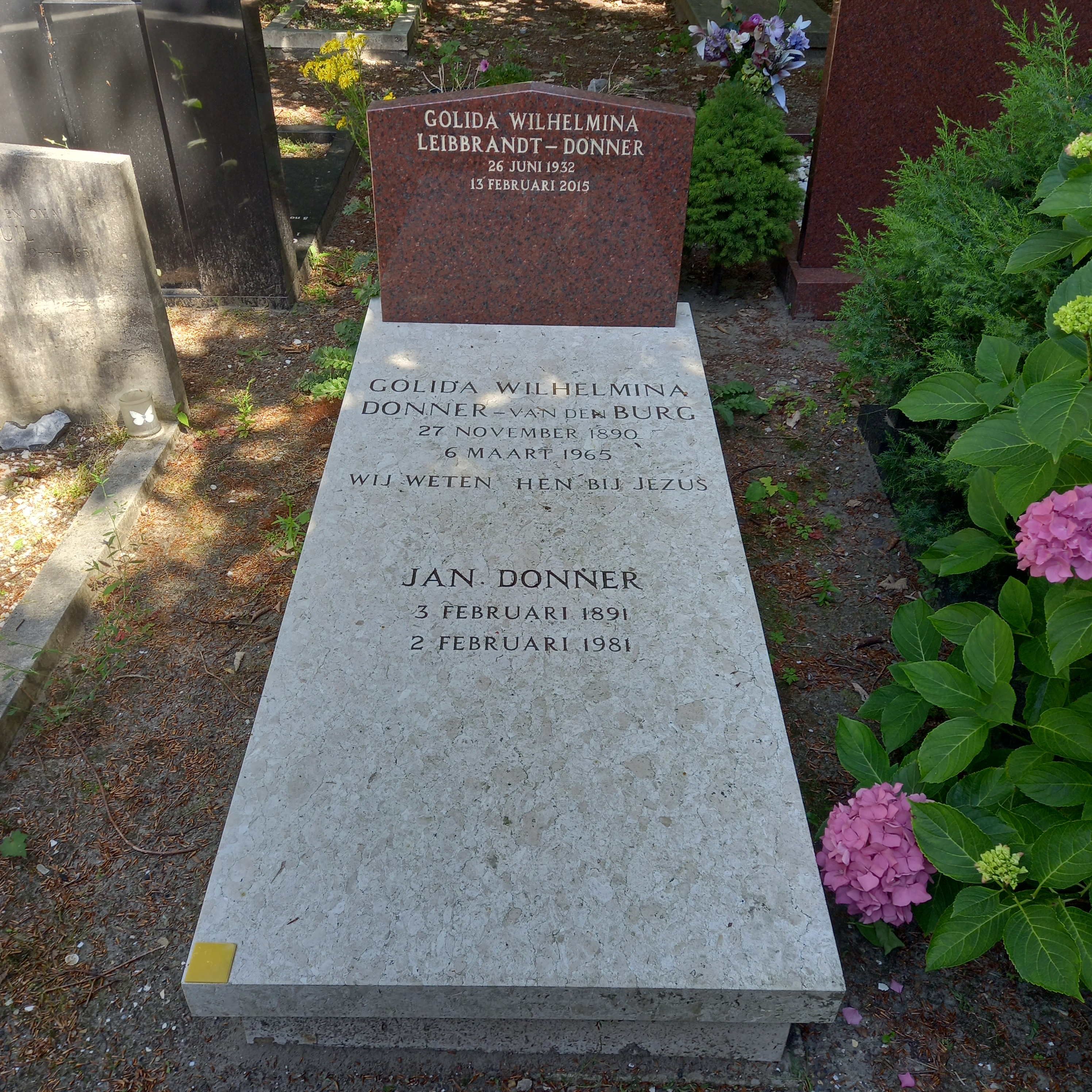
Het graf van Jan Donner en zijn echtgenote Golida Wilhelmina van den Burg op begraafplaats Oud Eik en Duinen in Den Haag.

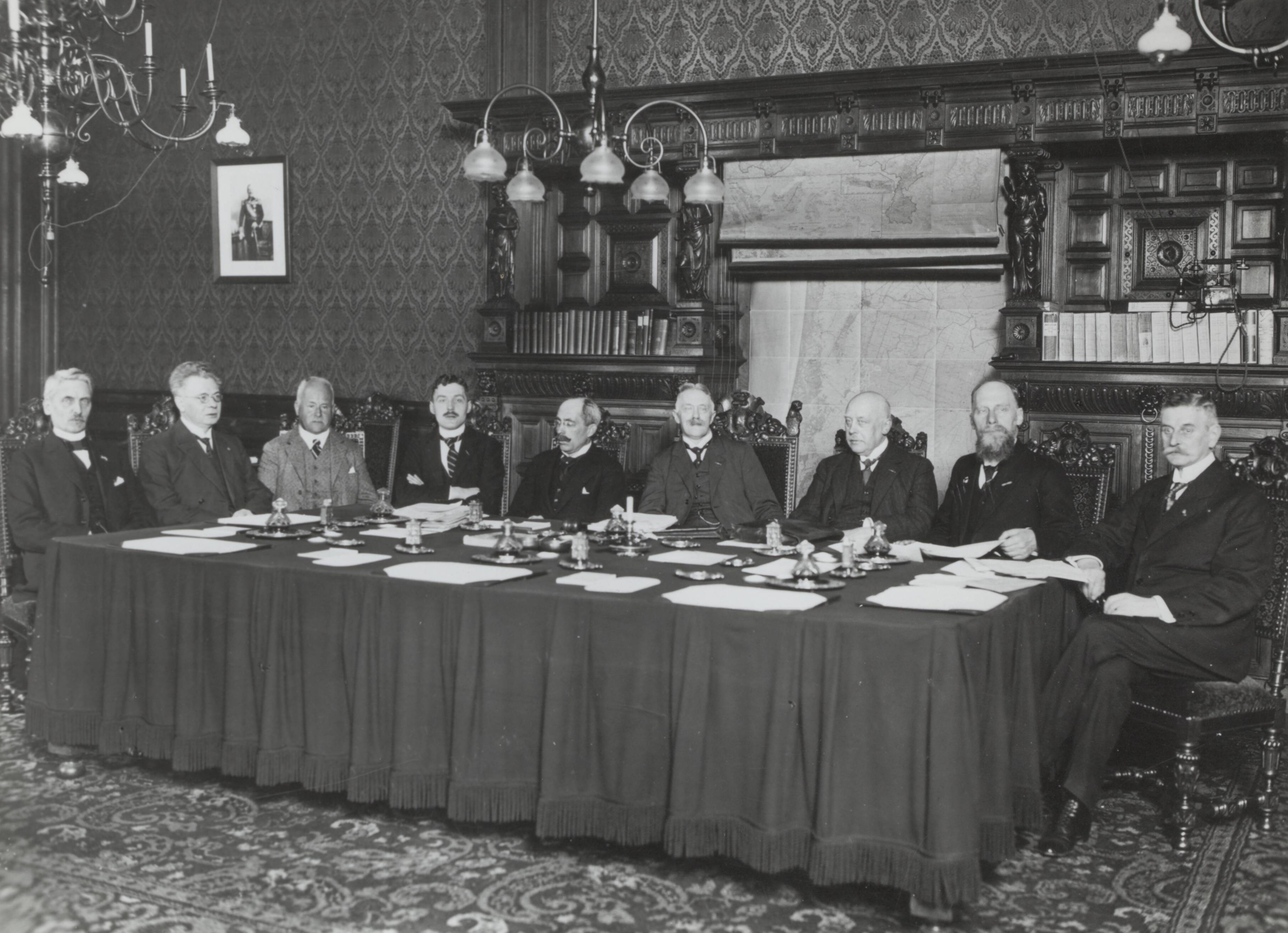
Het kabinet-De Geer I, met Donner (vierde van links) als minister van Justitie

Jan Donner (Assen, 3 februari 1891 – Den Haag, 2 februari 1981) was een Nederlands gepromoveerd jurist en politicus die lid was van de Tweede Kamer; als minister en als rechter werkte, laatstelijk als president van de Hoge Raad der Nederlanden. Vader en grootvaders waren dominee, Donner was lid van de Anti-Revolutionaire Partij (ARP).

## Loopbaan

### Jonge jaren
Donner was leerling aan de gymnasia van Amersfoort en Kampen en studeerde rechtswetenschappen aan de Universiteit van Utrecht waar hij in 1912 promoveerde. Vervolgens studeerde hij staatswetenschappen aan de Universiteit van Leiden, waar hij nogmaals promoveerde. Hij was toen hoofdambtenaar bij de gemeente-secretarie Rotterdam. Hij bereikte al op 30-jarige leeftijd de (tijdelijke) functie van directeur van het Centraal Bureau voor voorbereiding van ambtenarenzaken in Den Haag. In 1932 werd hij door minister Theo Heemskerk (ARP) tot raadadviseur op het departement van Justitie benoemd. Een functie als hoogleraar bij de Vrije Universiteit van Amsterdam (gereformeerd) sloeg hij af.

### Minister
Vervolgens werd hij gevraagd voor een post als minister, men noemde hem toen gekscherend het kind van staat. Hij diende als minister van Justitie in de kabinetten Ruijs de Beerenbrouck III en De Geer I. Hij stond goed aangeschreven bij de Kamerleden, ook van de oppositie en gold als een stille werker. In 1933 was hij de minister die de meeste wetsontwerpen op de rails had gezet. Onder zijn regie kwam onder meer de Ambtenarenwet tot stand en op zijn wetsvoorstel werd in 1932 smadelijke godslastering opgenomen in het Wetboek van Strafrecht (art. 147). Na vele jaren van conflicten tussen Nederlandse componisten en concertorganisaties maakte Donner in dat jaar ook een einde aan de problemen met een nieuwe wet op het auteursrecht.

### Hoge Raad
Na zijn aftreden als minister werd hij in 1933 door de koningin benoemd als raadsheer in de Hoge Raad, het hoogste rechtscollege in Nederland,
Tijdens de Tweede Wereldoorlog was Donner betrokken bij het kerkelijk verzet en enige tijd geïnterneerd. Hij nam echter pas in 1944 ontslag als raadsheer, zonder afstand te nemen van het beleid van de Hoge Raad tijdens de bezetting. Hij werd nochtans vanwege zijn houding in de oorlog in 1946 benoemd tot president van dit rechtscollege.

### Kiesraad
Donner was tevens lange tijd voorzitter van de Kiesraad.

## Eerbetoon
Eervol was in 1946 de benoeming tot lid van de Koninklijke Nederlandse Akademie van Wetenschappen (KNAW). Op 16 december 1971 werd hij, uit dank voor al zijn verdiensten, benoemd tot Minister van Staat.

## Persoonlijk
Donner  was vader van de schaker en publicist J.H. Donner en de staatsrechtgeleerde André Donner en grootvader van de politicus Piet Hein Donner en was een kleinzoon van de gereformeerde predikant Johannes Hendricus Donner. Hij behoorde kerkelijk tot de Gereformeerde Kerken in Nederland en beleed ook in de praktijk een diep calvinisme.

## Onderscheidingen
- Ridder in de Orde van de Nederlandse Leeuw, 1925
- Commandeur in de Orde van Oranje-Nassau, 17 september 1946
- Commandeur in de Orde van de Nederlandse Leeuw, 28 april 1951
- Ridder Grootkruis in de Orde van Oranje-Nassau, 28 februari 1961

## Studentenvereniging
- Van 1975 tot aan zijn dood in 1981 was hij erelid van de studentenvereniging S.S.R.-N.U. Daarvoor was hij al erelid van de voorganger S.S.R. Utrecht.